# Júszuf el-Motí
Júszuf el-Motí (Témara, 1994. december 16. –) marokkói labdarúgó, a Vidad Casablanca kapusa.

## Pályafutása

### Klubcsapatokban
El-Motí a marokkói Témara községben született. Az ifjúsági pályafutását a helyi Vidad Témara akadémiájánál kezdte.
2016-ban mutatkozott be a Vidad Témara felnőtt keretében. 2018-ban a TAS Casablanca szerződtette. 2020-ban az első osztályban szereplő SCC Mohammédiához igazolt. 2022. augusztus 22-én négyéves szerződést kötött a Vidad Casablanca együttesével.

### A válogatottban
El-Motí először a 2023. június 12-ei és 17-ei, Zöld-foki Köztársaság és Dél-Afrikai Köztársaság elleni mérkőzésekre kapott meghívót a marokkói válogatottba.

## Statisztikák
2023. június 11. szerint
| Klub             | Szezon   | Osztály    | Bajnokság | Bajnokság | Kupa  | Kupa | Nemzetközi | Nemzetközi | Összesen | Összesen |
| Klub             | Szezon   | Osztály    | Meccs     | Gól       | Meccs | Gól  | Meccs      | Gól        | Meccs    | Gól      |
| ---------------- | -------- | ---------- | --------- | --------- | ----- | ---- | ---------- | ---------- | -------- | -------- |
| SCC Mohammédia   | 2020–21  | Botola Pro | 15        | 0         | 0     | 0    | —          | —          | 15       | 0        |
| SCC Mohammédia   | 2021–22  | Botola Pro | 27        | 0         | 0     | 0    | —          | —          | 27       | 0        |
| SCC Mohammédia   | Összesen | Összesen   | 42        | 0         | 0     | 0    | 0          | 0          | 42       | 0        |
| Vidad Casablanca | 2022–23  | Botola Pro | 8         | 0         | 0     | 0    | 7          | 0          | 15       | 0        |
| Összesen         | Összesen | Összesen   | 50        | 0         | 0     | 0    | 7          | 0          | 57       | 0        |